# HMS Camperdown (1885)
El HMS Camperdown fue un acorazado de la Marina Real Británica, miembro de la clase Admiral diseñado por Nathaniel Barnaby durante la década de 1880.
En diciembre de 1889 fue destinado a la Flota del Mediterráneo como buque insignia, donde permaneció hasta que fue destinado como buque insignia de la Flota del Canal en mayo de 1890. En mayo de 1892 fue dado de baja en la reserva de la flota, y en julio de 1892 volvió a ser puesto en servicio en la Flota del Mediterráneo. El 22 de junio de 1893 chocó accidentalmente contra el acorazado HMS Victoria y lo hundió, con 358 muertos, incluido el vicealmirante Sir George Tryon.
Después de ser dado de baja en 1903, estuvo en reserva en Chatham hasta 1908 y fue empleado en Harwich como buque de atraque para submarinos hasta que fue vendido en 1911.